# Elettrotreno FS ETR.300
L'Elettrotreno rapido 300 o ETR.300, meglio noto come Settebello, è un treno elettrico automotore a sette casse in esercizio presso le Ferrovie dello Stato italiane dal 1952 al 1992; progettato nel 1950 e costruito dalla Società Italiana Ernesto Breda in tre esemplari tra il 1952 e il 1959, rappresentò il mezzo ferroviario di punta delle FS fino all'introduzione del Pendolino, che lo sostituì sulla tratta Milano-Bologna-Firenze-Roma.
Di tale elettrotreno fu costruita anche una versione ridotta a quattro elementi classificata nella serie ETR.250 e costruita per le Olimpiadi di Roma in quattro esemplari, soprannominato Arlecchino.
Al 2021, un esemplare della serie Arlecchino, restaurato e riadattato alla circolazione, è in dotazione a Fondazione FS come treno storico.

## Storia
Dopo la seconda guerra mondiale il parco veicoli delle Ferrovie dello Stato risultava danneggiato: particolarmente sfortunati erano stati gli ETR.200 in gran parte inutilizzabili e necessari di riparazioni.
Le FS lanciarono quindi un piano di riparazione dei mezzi colpiti, affiancato dalla costruzione di una nuova generazione di treni di lusso. Il 21 novembre 1952 fu presentato dalla Società Italiana Ernesto Breda di Sesto San Giovanni il nuovo ETR.300.
Durante la costruzione gli operai soprannominarono il treno "Settebello", dal nome del sette di denari nel gioco della scopa, in segno di ammirazione. Il nome divenne presto noto nella stampa e adottato ufficialmente: in quegli anni era diffusa la moda di ornare le motrici dei treni con loghi che ne richiamavano il nome, per cui il Settebello venne dipinto con il simbolo delle carte da gioco.
La commessa iniziale di 8 convogli fu ridotta a soli 3 a causa dell'alto costo degli stessi.
Il primo esemplare, classificato ETR 301, fu consegnato nel 1952 per i test e la messa in linea; nel marzo 1953 fu il turno del secondo esemplare, mentre per il terzo fu necessario aspettare il 14 febbraio 1959, in tempo per l'Expo "Italia 61" di Torino, dove venne ammirato per le sue forme eleganti e allora innovative a 10 anni dalla sua nascita.
Questo terzo esemplare inoltre ebbe novità che vennero estese subito anche agli altri esemplari: vennero ricavati 3 ulteriori scompartimenti, portando la capacità a 190 passeggeri dai 160 originari trasformando la vettura bagaglio e l'aumento dei posti del ristorante da 48 a 56 posti a scapito del bar e venne eliminato il terzo pantografo.

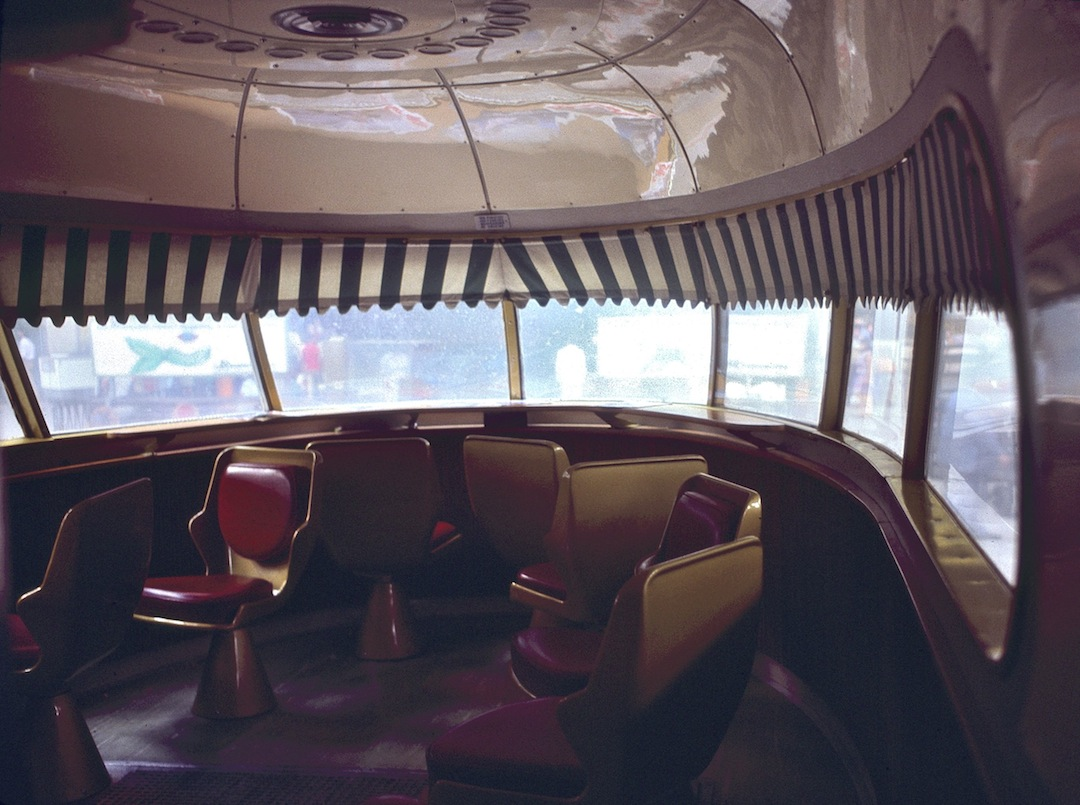
Interno del salotto

Il Settebello era un treno unico al mondo per via di una serie di soluzioni tecniche e stilistiche innovative, figlie del design italiano (allestimento interno dell'architetto Giulio Minoletti) che negli anni cinquanta era al centro dell'attenzione mondiale.
Il frontale era bombato, ispirato a quello dei primi aerei jet di linea. Su tutta la parte anteriore si sviluppava un vetro panoramico che dava su un salottino di prima classe dotato di 11 posti. La cabina di guida era posta al di sopra dello spazio passeggeri, leggermente arretrata, e nonostante i finestrini più piccoli del normale offriva un'ottima visuale ai macchinisti.
Al di sotto della parte frontale le ruote trovavano alloggiamento in due eleganti carter aerodinamici, il cui colore verde magnolia riprendeva la fascia intorno ai finestrini e si contrapponeva al restante grigio nebbia nella nuova veste cromatica introdotto appositamente per gli elettrotreni. Le sospensioni primarie erano in molle laminate, con sospensioni idrauliche e elementi taglia-vibrazioni in gomma.
Tutte le carrozze erano suddivise in scomparti a salone di modulo doppio rispetto a quelli convenzionali, da 10 posti ognuno, con divanetti e poltrone orientabili. La progettazione degli arredi venne affidata a due grandi nomi del design italiano, gli architetti Gio Ponti e Giulio Minoletti. Il treno era in composizione fissa da 7 elementi, comprensivi di due testate e una carrozza ristorante di gran lusso. Era stato pensato per alloggiare addirittura dei telefoni pubblici a bordo, per la prima volta su un treno.
Comparivano ovunque: nei volantini, nei Caroselli, ospitavano sfilate: erano treni di cui le FS si vantavano molto.
L'ETR.300 aveva una potenza installata di 1800 kW continuativi e 2280 kW orari, più che doppia rispetto al suo predecessore ETR.200, e grazie al profilo aerodinamico filante poteva raggiungere agevolmente una velocità massima di 200 km/h, percorrendo l'intera tratta Milano-Roma in 5 ore e 45 minuti, ad una media di oltre 110 km/h quando ancora la direttissima Roma-Firenze non esisteva. Per i primi 145 km del tracciato la velocità era limitata a soli 110 km/h a causa della tortuosità della linea, condizione che venne rimossa nel 1977 con l'apertura della linea veloce.
Nelle prime due estati (da marzo a ottobre) di servizio (quella del 1953 e quella del 1954) espletò il servizio Milano-Napoli in 9 ore, con partenza per tre giorni da Milano e per tre giorni da Napoli, per poi venire limitato dal 1955 in poi al solo Milano-Roma tutti i giorni. L'arrivo del terzo esemplare nel 1959 consentì, di lì in poi, di poter effettuare il servizio Milano-Roma per tutto l'anno.
Il Settebello percorreva la Roma-Firenze, con velocità operative che raggiungevano i 161 km/h. Nel 1958 riuscì a mantenere una velocità media di 135,5 km/h nella tratta tra Piacenza e Bologna (146,8 km), percorrendola in soli 68 minuti e mezzo contro i 72 previsti, e tutto ciò nonostante due fermate con tratte a passo d'uomo per manutenzioni sulla linea.
Nel 1969 vennero cambiati i motori che divennero i T165, dalla potenza complessiva di 2616 kW continuativi e 3144 kW orari, i carrelli divennero gli Z e Zpm 1040 già in uso sugli Arlecchino e le ALe 601 e vennero aggiunte la frenatura reostatica oltre a quella a cilindri ad aria. Venne inoltre aggiunto il terzo faro, modificato il profilo dei fanali, originariamente inclinati e installata la ripetizione segnali in cabina per consentire velocità commerciali di 200 km/h.
Inoltre tutte le poltrone ricevettero i poggiatesta.
Fino agli anni settanta il Settebello era l'ammiraglia dei treni italiani e, a partire dal servizio d'estate del 26 maggio 1974, il servizio svolto venne classificato TEE come coppia TEE-68/69 e il nome di TEE Settebello.
Con la costruzione delle nuove carrozze FS tipo Gran Comfort per i "treni bandiera", il suo primato in termini di comodità venne messo in discussione.
Con l'orario estivo del 3 giugno 1984 gli ETR.300 furono definitivamente tolti della rete TEE: l'ultima corsa del Settebello sulla tratta Roma - Milano terminò alle 14:08 di sabato 2 giugno 1984 alla stazione di Milano Centrale e il servizio fu rimpiazzato dal TEE Colosseum.
Dal 3 giugno successivo il treno fu usato per le tratte Milano-Venezia, Venezia-Firenze e Firenze-Milano.
Gli ETR.300 vennero mantenuti in servizio fino al 1992 e poi accantonati: due di essi furono smantellati nel 1992 e nel 1998 a Santhià dopo un laborioso processo di messa in sicurezza dovuto al decadimento delle parti in amianto. Il primo mezzo demolito fu il 301.

### L'esemplare superstite
Alla fine degli anni Ottanta fu sviluppato un progetto di radicale ristrutturazione e ammodernamento (revamping) cui sottoporre i tre ETR 300 al fine di utilizzarli nelle relazioni Intercity, al pari di rotabili più moderni. A tale intervento fu tuttavia sottoposto il solo esemplare 302, con sede di esecuzione presso le Officine Grandi Riparazioni di Bologna: tutti i finestrini furono sostituiti con altri tipici delle carrozze Gran Comfort, il circuito di trazione venne sensibilmente modificato nello schema e nei componenti e l'intero corredo di arredamento originario, nonostante l'elevato valore storico-artistico, fu rimosso e sostituito da una configurazione a salone unico in due classi con moderne poltrone tipiche di altri rotabili del periodo (sempre del modello in uso sulle Carrozze FS tipo Gran Comfort e UIC-Z1). 
Il treno così modificato, caratterizzato da una capacità aumentata a 338 posti, fu restituito all'esercizio nel 1991, tuttavia fu ben presto dirottato dai servizi rapidi commerciali ai noleggi e ai treni d'agenzia effettuati dall'allora divisione Business & Charter, nel cui parco rotabili trovano posto anche gli ETR 240 ed ETR 250. 
Ritirato dal servizio nel gennaio 2004 a seguito della scadenza del chilometraggio, il convoglio fu accantonato ad Ancona, dove rimase sino al 2007, per poi essere trasferito a Falconara Marittima a seguito di una petizione contro la prospettata demolizione, previa cannibalizzazione di tutti gli apparati utilizzabili su altri treni. 
Gli arredi originali degli anni '50, inizialmente conservati presso le stesse officine bolognesi nell'ottica di un restauro filologico, sono stati inviati alla demolizione in anni recenti assieme ai carri che li custodivano. 
Nel corso degli anni il treno ha subito un rapido degrado dovuto all'azione delle intemperie e agli atti vandalici, riducendosi in condizioni deplorevoli; nell'agosto 2016 la Fondazione FS ne ha tuttavia curato il trasferimento presso le OMC di Voghera ai fini di un completo restauro. È stato reso pubblico dalla stessa Fondazione che tale operazione, del costo di circa 6.800.000 Euro, prevede il recupero funzionale, estetico ed interno dell'elettrotreno; si provvederà a ricostruire completamente gli arredi originari, con cui rimpiazzare quelli installati nel 1991, e ad apportare le dovute implementazioni moderne necessarie per garantirne la circolabilità in piena sicurezza (SCMT, lateralizzazione porte) e per elevare il livello di comfort (Wi-Fi a bordo). Gli arredi di due vetture saranno riprogettati sulla base di un concept vincitore di un concorso di idee indetto dal Dipartimento di Architettura dell'Università degli Studi di Firenze.
La gara per il restauro, dopo un primo bando conclusosi senza aggiudicazione, è stata vinta dalla OMS - Officine Meccaniche Segni di Porrena (AR). I lavori di recupero dell'esemplare 302, il cui importo di 13 milioni di euro è finanziato dal Ministero per i beni e le attività culturali e per il turismo e dalla Fondazione FS tramite il Gruppo FS Italiane, prevedono la perfetta ricostruzione degli arredi ed interni di design progettati originariamente nel 1950 da Gio Ponti e Giulio Minoletti. Tra il 3 e il 5 giugno 2020 è avvenuto il trasferimento dell'ETR 302 dalle Officine di Voghera allo stabilimento OMS di Porrena.

## ETR.250 "Arlecchino"
Gli elettrotreni ETR.250 rappresentavano la versione composta da soli 4 elementi del Settebello, di cui mantenevano l'impostazione tecnica di massima. Vennero denominati Arlecchino per il diverso colore delle poltrone nei singoli elementi e furono costruiti in 4 esemplari (ETR 251-254) in occasione delle Olimpiadi di Roma del 1960.
Dopo aver effettuato la "Freccia del Vesuvio" Milano-Napoli durante le Olimpiadi vennero messi in turno con gli ETR 220, sempre tra Milano e Napoli.
Nell'orario invernale 1973-74 effettuarono il "Superrapido" Milano-Roma senza fermate intermedie.
A partire dall'orario successivo vennero rimessi in turno con i 220 tra (Genova) Milano e Venezia.
Dalla metà degli anni ottanta i servizi si assottigliarono sempre di più finché alla fine del decennio i 250 vennero accantonati.
Nei primi anni novanta tre dei quattro elettrotreni, ETR 251-253, vennero bonificati dall'amianto, installati i freni a disco, i vetri Triplex nei belvedere e la trasformazione della terza vettura eliminando la cucina e installando un angolo bar.
Effettuarono vari treni charter e pubblicitari ma nel '98-99 vennero tutti demoliti tranne il 252.
In occasione della mostra Annicinquanta tenuta a Milano nel 2005 la motrice "A" dell'ETR 252 è stata restaurata ed esposta con il numero 301 e il logo del Settebello in sostituzione del rotabile originale.

### La sistemazione dell'unico ETR.250 sopravvissuto
Nel 2009, l'unico Arlecchino rimasto, l'ETR.252, è stato trasferito dalla Magliola di Santhià dove era accantonato alle officine di Cancello Arnone, per essere sottoposto a un restauro estetico in vista dei 170 anni delle ferrovie Italiane. Rimasto poi inutilizzato, il giorno 4 luglio 2013 ha lasciato le officine di Cancello Arnone diretto al Deposito Locomotive Storico di Pistoia, per essere definitivamente preservato come rotabile storico. Il 31 ottobre 2013, insieme al treno ETR.232, ha raggiunto la rimessa Presidenziale della stazione di Roma Termini, in attesa di un possibile progetto di ritorno in servizio come treno di rilevanza storica.
Nel 2016, l'elettrotreno è stato preso in carico dalla E.626.311 di Trasporto Ferroviario Toscano e inviato ad Arezzo, per ricevere un lungo e approfondito restauro sia estetico che meccanico, terminato nel giugno 2019, quando il convoglio è tornato a disposizione di Fondazione FS. Nell'occasione, oltre al ripristino estetico, l'Elettrotreno riceve anche il sistema SSB/SCMT e il blocco elettrico delle porte. Il primo è evidenziato da una scritta rossa nei pressi delle cabina di guida mentre il secondo dalla presenza, sopra ogni accesso, dei led bianchi su base grigia.
Il 27 giugno 2019, il convoglio viene mostrato ufficialmente al pubblico e alla stampa a Roma Tiburtina durante la presentazione del Polo del Gruppo FS dedicato allo sviluppo del turismo in Italia. Nell'occasione vengono anche svelati gli interni del convoglio completamente restaurati.
Il primo servizio commerciale del convoglio è stato svolto il 3 ottobre 2021 partendo dalla stazione di Bologna Centrale e arrivando alla stazione di Roma Termini.
Nel 2023, ha effettuato alcune corse lungo la linea Bergamo-Brescia, collegando le due città lombarde nell'ambito dell'iniziativa Capitale italiana della cultura.

## Galleria d'immagini

### ETR.300

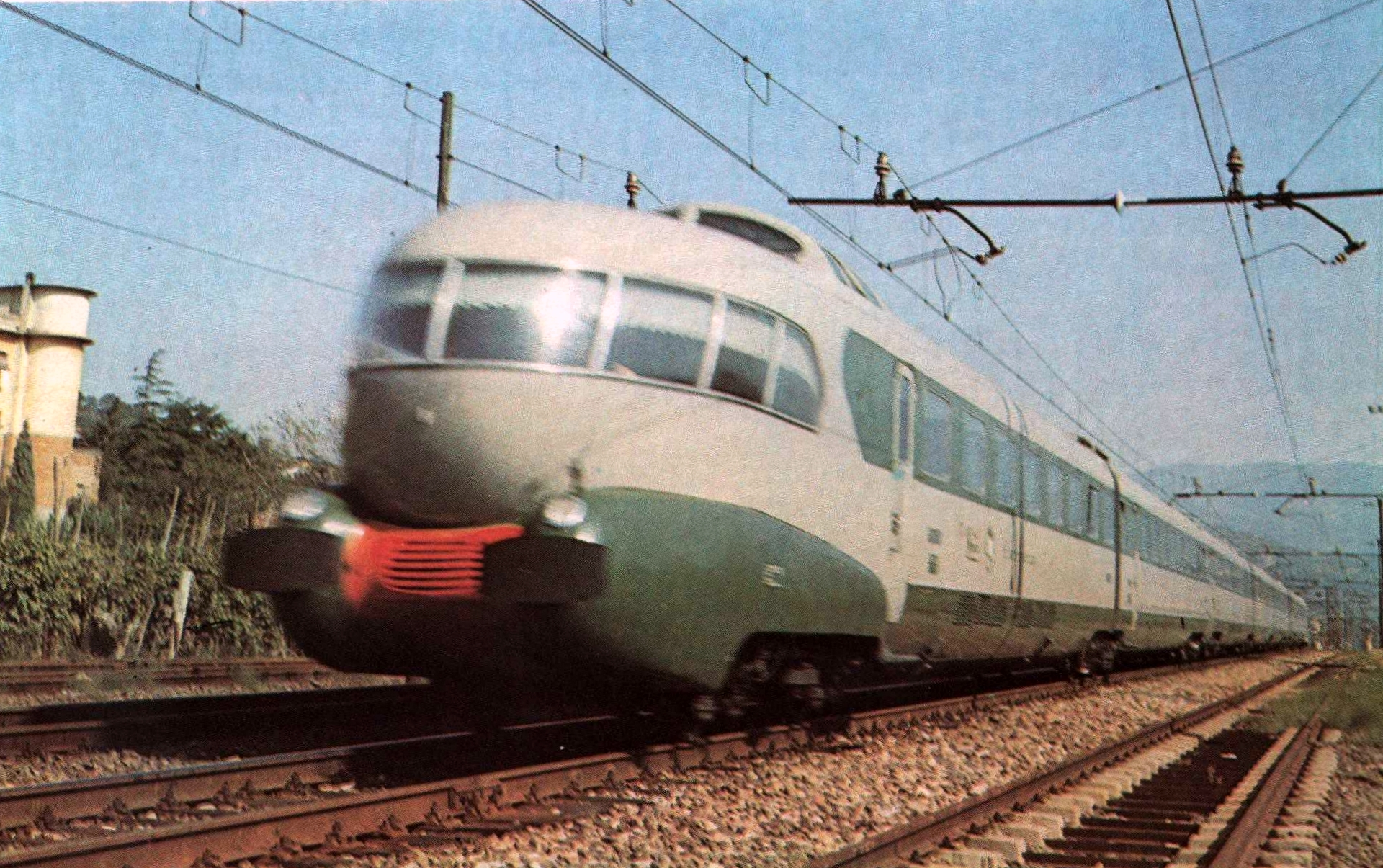
Un Settebello in servizio, prima del 1969
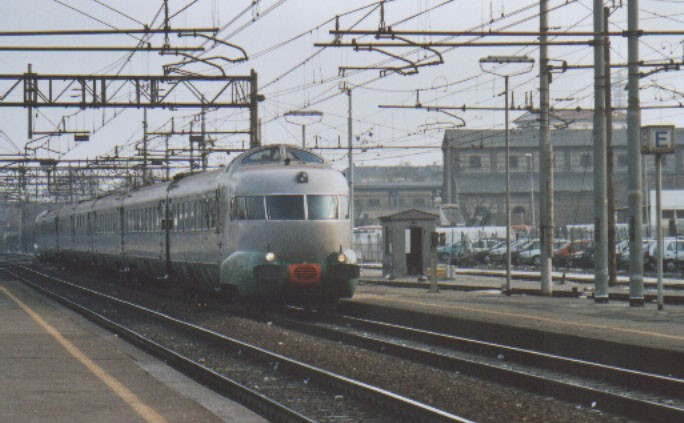
L'ETR.302 a Piacenza, 2003

### ETR.250

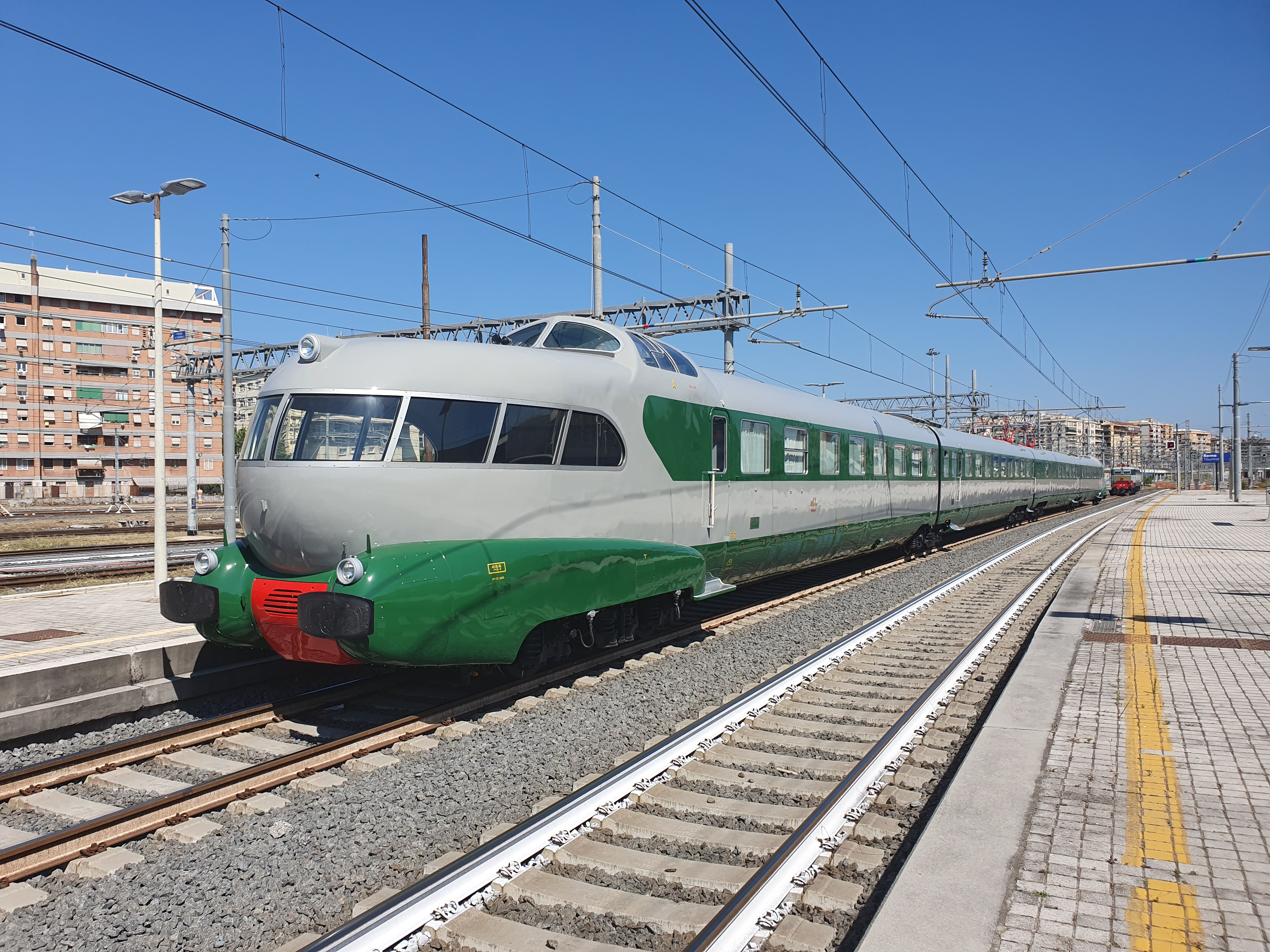
ETR.252 restaurato come rotabile storico
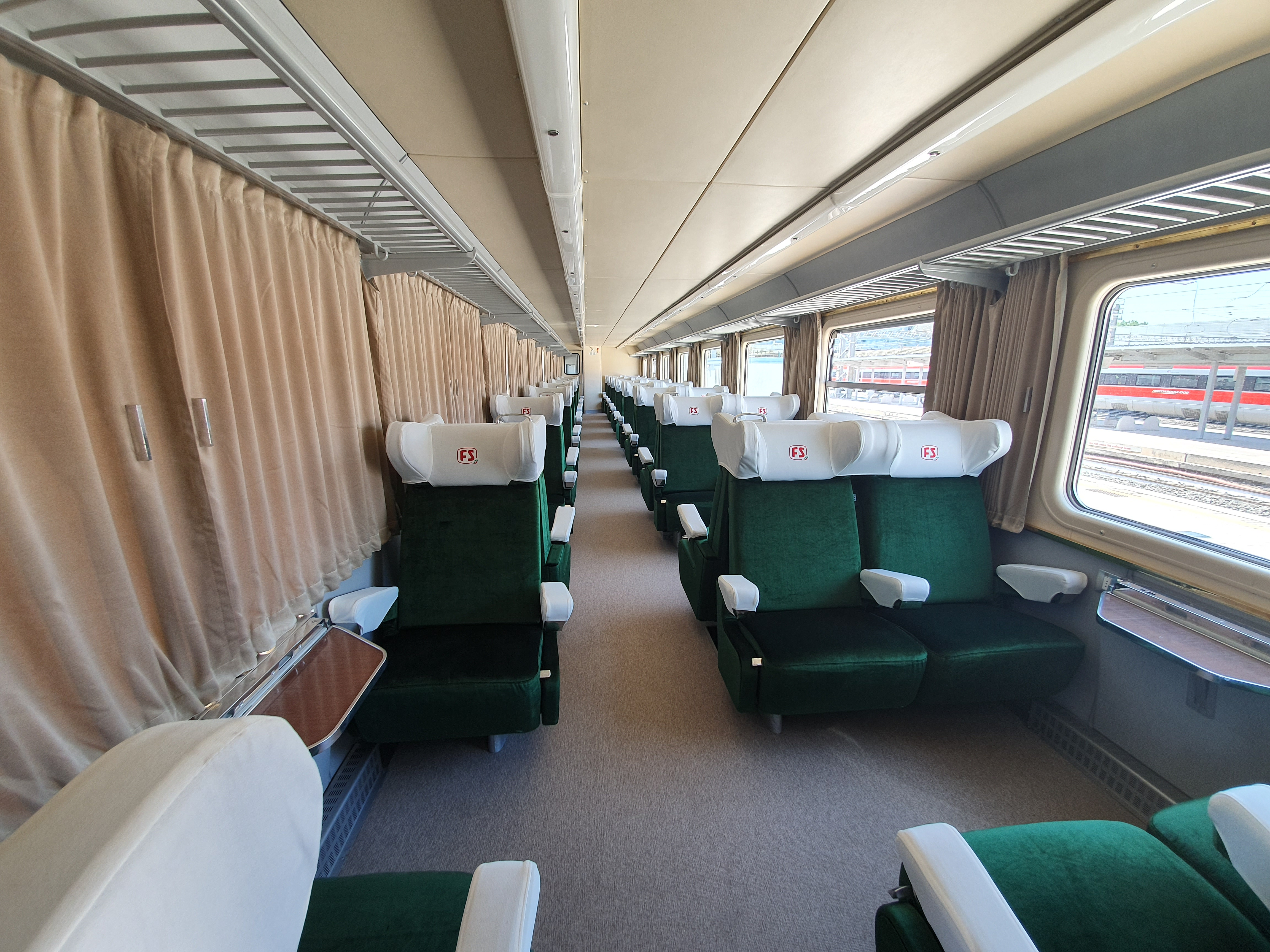
Interno
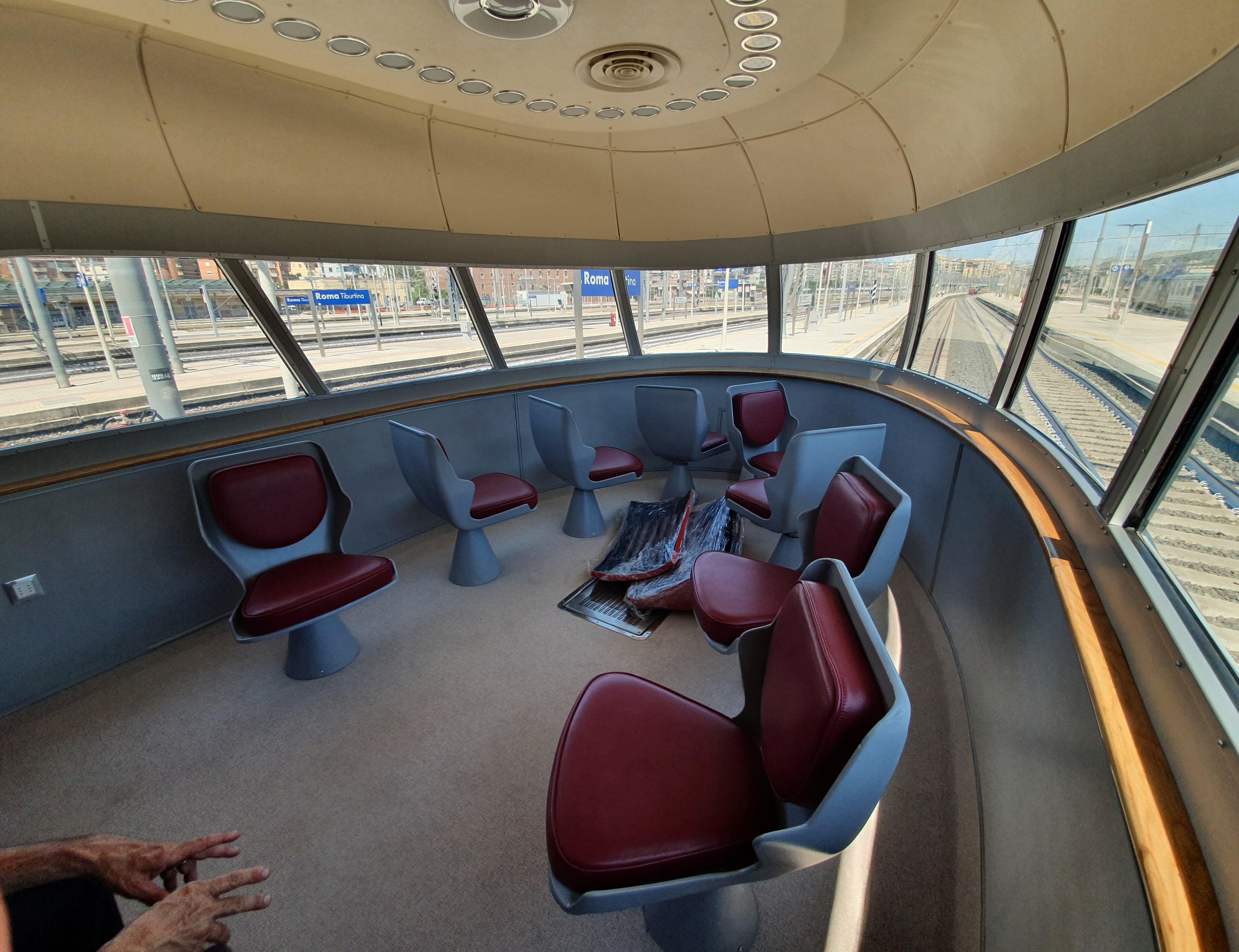
Salottino belvedere